# Gołębia (Wzniesienia Żarskie)
Gołębia (potocznie Góra Żarska) – wzniesienie o wysokości 226,9 m n.p.m. na Wale Trzebnickim, w pasie Wzniesień Żarskich, będące najwyższym punktem województwa lubuskiego. Znajduje się w powiecie żarskim, na terenie gminy wiejskiej Żary, ok. 2,5 km na południe od Żar. 
Ok. 0,7 km na południe od Gołębiej leży wieś Łaz. Ok. 6 km na południe od wzniesienia przebiega autostrada A18. Przy zachodnim zboczu przebiega droga powiatowa 1093F (Żary – Łaz – Mirostowice Dolne).
Jest gęsto porośnięta lasem, a na jej szczycie stoi przeciwpożarowa wieża obserwacyjna. W pobliżu Gołębiej swe źródła ma Lubsza.
Teren wzniesienia został objęty specjalnym obszarem ochrony siedlisk „Las Żarski” oraz obszarem chronionego krajobrazu „Las Żarski”.
W 1954 r. ustalono urzędowo polską nazwę Gołębia.
W atlasie geograficznym Andrea's Handatlas z 1881 r. szczyt nosi nazwę "Rücken" o wysokości 227 m n.p.m.